# Agustín Palavecino
Agustín Palavecino (Florida, 9 de noviembre de 1996) es un futbolista argentino que juega como volante ofensivo en el Club Necaxa de la Primera División de México.

## Trayectoria

### Platense
Palavecino, surgido de las inferiores del Club Atlético Platense, hizo su debut en la máxima del club el 11 de marzo de 2015 en un empate en 0 frente a Barracas Central. Su primer gol fue dos meses más tarde, frente al Club Comunicaciones de visitante en donde Platense conseguiría el triunfo por 2-1. El 02/05/2018 consiguió su primer título como profesional, fue en el desempate entre Club Atlético Platense y Estudiantes de Buenos Aires (habían igualado en puntos) disputado en el estadio de Lanús. "Pala" jugó como titular y fue reemplazado en el segundo tiempo por Juan Manuel Olivares, que fue quien tiró el centro del único gol del partido; El "Calamar" le ganó al "Pincha" por 1 a 0 y consiguió ascender a la Primera B Nacional.
Palavecino renovó contrato con el "Marrón" (hasta 2020) para disputar el torneo 2018/2019 de la segunda categoría del fútbol argentino. Contra Atlético de Rafaela alcanzó la marca de 100 partidos en el Club Atlético Platense. El 02/02/2019 jugó su último encuentro con la camiseta "Calamar" (fue titular en la derrota por 1-0 contra Central Córdoba en Santiago del Estero).
En la siguiente semana el Deportivo Cali, con el argentino Lucas Pusineri (exjugador de Platense) como DT, adquirió sus servicios comprando el 50% de su pase.

### Deportivo Cali
En Colombia debutó el 24 de febrero de 2019, ingresando en la segunda parte en el encuentro en el que el Deportivo Cali empató 1-1 con Independiente de Medellín.
En el año 2019 conquistó 4 goles con el Deportivo Cali. En la Liga Águila I le anotó a Atlético Nacional en dos oportunidades y en la Liga Águila II al elenco de Jaguares y al Alianza Petrolera. En el año 2020 realizó 13 anotaciones en las diferentes competiciones como la Liga Betplay y la Copa Sudamericana, su primer gol en este año fue el 25 de enero al anotar el segundo gol con que su equipo derrotó 2 a 0 al Atlético Bucaramanga de visitante. El último gol de este año lo convirtió en el partido de repechaje por un cupo a la Sudamericana contra Millonarios el cual le sirvió de empate y que se definió por disparos desde el punto penal a favor del Deportivo Cali.

### River Plate
El 12 de febrero de 2021 se confirma su llegada a River Plate de la Primera División de Argentina, quien adquirió el 35 % de su pase. Debutó el 20 de febrero ingresando en el segundo tiempo por Jorge Carrascal, en lo que sería victoria 3-0 frente a Rosario Central. Jugó la final de la Supercopa Argentina contra Racing Club, con triunfo de River Plate por 5-0. El 14 de marzo convirtió su primer gol para River Plate en el «Superclásico» del fútbol argentino ante Boca Juniors correspondiente a la Copa de la Liga Profesional 2021 que terminó con resultado de 1-1.
En julio de 2023 se consagró campeón del Campeonato de Primera División 2023 con Martín Demichelis como director técnico.

### Necaxa
En junio de 2024 fue cedido al club mexicano por un año, con opción de compra obligatoria en caso de disputar cierta cantidad de partidos. El 10 de abril de 2025, el Club Necaxa hizo oficial la opción de compra en el contrato de Palavecino.

### Pachuca
En junio de 2025 fue cedido a Pachuca para disputar el Mundial de Clubes 2025.

## Estadísticas

### Clubes
| Platense Argentina | 3ª                  | 2015                | 24  | 2  | 0  | 0 | -  | - | 24  | 2  |
| Platense Argentina | 3ª                  | 2016                | 13  | 1  | 0  | 0 | -  | - | 12  | 1  |
| Platense Argentina | 3ª                  | 2016-17             | 19  | 0  | 0  | 0 | -  | - | 19  | 0  |
| Platense Argentina | 3ª                  | 2017-18             | 31  | 2  | 0  | 0 | -  | - | 31  | 2  |
| Platense Argentina | 2ª                  | 2018-19             | 14  | 3  | 3  | 0 | -  | - | 17  | 3  |
| Platense Argentina | Total               | Total               | 101 | 8  | 3  | 0 | 0  | 0 | 104 | 8  |
| Deportivo Cali · Colombia | 1ª                  | 2019                | 38  | 4  | 6  | 0 | 2  | 0 | 46  | 4  |
| Deportivo Cali · Colombia | 1ª                  | 2020                | 19  | 10 | 0  | 0 | 6  | 3 | 25  | 13 |
| Deportivo Cali · Colombia | 1ª                  | 2021                | 3   | 2  | 0  | 0 | 0  | 0 | 3   | 2  |
| Deportivo Cali · Colombia | Total               | Total               | 60  | 16 | 6  | 0 | 8  | 3 | 74  | 19 |
| River Plate Argentina | 1ª                  | 2021                | 22  | 4  | 16 | 1 | 7  | 0 | 45  | 5  |
| River Plate Argentina | 1ª                  | 2022                | 24  | 3  | 16 | 2 | 6  | 1 | 46  | 6  |
| River Plate Argentina | 1ª                  | 2023                | 21  | 1  | 9  | 1 | 7  | 0 | 37  | 2  |
| River Plate Argentina | 1ª                  | 2024                | 2   | 0  | 5  | 0 | 1  | 0 | 8   | 0  |
| River Plate Argentina | Total               | Total               | 69  | 8  | 46 | 4 | 21 | 1 | 136 | 13 |
| Necaxa · México | 1.ª                 | 2024-25             | 36  | 8  | -  | - | 3  | 1 | 39  | 9  |
| Necaxa · México | 1.ª                 | 2025                | 4   | 1  | -  | - | 3  | 0 | 7   | 1  |
| Necaxa · México | Total               | Total               | 40  | 9  | 0  | 0 | 6  | 1 | 46  | 10 |
| Pachuca · México | 1.ª                 | 2025                | 0   | 0  | -  | - | 3  | 0 | 3   | 0  |
| Pachuca · México | Total               | Total               | 0   | 0  | 0  | 0 | 3  | 0 | 3   | 0  |
| Total en su carrera | Total en su carrera | Total en su carrera | 270 | 41 | 55 | 4 | 38 | 5 | 363 | 50 |
| (1) Las copas nacionales se refiere a la Copa Argentina, la Copa de la Liga Profesional y la Copa Colombia. (2) Las copas internacionales se refiere a la Copa Libertadores, la Copa Sudamericana, la Liga de Campeones de la Concacaf, la Leagues Cup y la Copa Mundial de Clubes. |                     |                     |     |    |    |   |    |   |     |    |

## Palmarés

### Campeonatos nacionales
| Título              | Equipo      | País      | Año     |
| ------------------- | ----------- | --------- | ------- |
| Primera B           | Platense    | Argentina | 2017-18 |
| Supercopa Argentina | River Plate | Argentina | 2019    |
| Primera División    | River Plate | Argentina | 2021    |
| Trofeo de Campeones | River Plate | Argentina | 2021    |
| Primera División    | River Plate | Argentina | 2023    |
| Trofeo de Campeones | River Plate | Argentina | 2023    |
| Supercopa Argentina | River Plate | Argentina | 2023    |

### Distinciones individuales
| Distinción                                                  | Año     |
| ----------------------------------------------------------- | ------- |
| Balón de Oro al Mejor Medio Defensivo del año de la Liga MX | 2024-25 |